# Арватешти (Мехединци)
Арватешти (рум. Arvătești) насеље је у Румунији у округу Мехединци у општини Прунишор. Oпштина се налази на надморској висини од 278 m.

## Становништво
Према подацима из 2002. године у насељу је живело 59 становника, од којих су сви румунске националности.